# 卡羅琳·韋伯
卡羅琳·韋伯（1986年5月31日—）生於多恩比恩，是一名奧地利女子體操運動員，曾代表國家參加2012年倫敦奧運的藝術體操個人全能比賽，並未獲得獎牌。